# Torup (Hylte)
Torup is een plaats in de gemeente Hylte in de provincie Hallands län en de landschap Halland in Zweden. De plaats heeft 1239 inwoners (2005) en een oppervlakte van 164 hectare.

## Verkeer en vervoer
Bij de plaats lopen de Riksväg 26 en Länsväg 150.
De plaats heeft een station aan de spoorlijn Halmstad - Nässjö.

## Klimaat
| maand                       | Jan. | Feb. | Mar. | Apr. | Mei  | Jun. | Jul. | Aug. | Sep. | Okt. | Nov. | Dec. | Hele jaar |
| --------------------------- | ---- | ---- | ---- | ---- | ---- | ---- | ---- | ---- | ---- | ---- | ---- | ---- | --------- |
| gemiddelde temperatuur (°C) | -2,6 | -2,6 | 0,4  | 4,6  | 10,3 | 14,1 | 15,1 | 14,1 | 10,7 | 7,0  | 2,4  | -1,0 | 6,0       |
| neerslag (mm)               | 88   | 58   | 68   | 55   | 57   | 75   | 98   | 994  | 110  | 104  | 116  | 100  | 1 029     |

Hyltebruk · Torup · Unnaryd · Rydöbruk · Landeryd · Kinnared · Brännögård · Drängsered · Fröslida